# Pont Saint-François
Le pont Saint-François est un pont routier situé en Estrie qui relie les deux rives de la rivière Saint-François dans la ville de Sherbrooke.

## Description
Le pont est emprunté par la rue Terrill. Il comporte trois voies de circulation, soit une voie vers l'Ouest et deux voies vers l'Est. Environ 25 000 véhicules empruntent le pont quotidiennement.